# NGC 3958
NGC 3958 је спирална галаксија у сазвежђу Велики медвед која се налази на NGC листи објеката дубоког неба.
Деклинација објекта је + 58° 22' 0" а ректасцензија 11h 54m 33,5s. Привидна величина (магнитуда) објекта NGC 3958 износи 12,6 а фотографска магнитуда 13,5. NGC 3958 је још познат и под ознакама UGC 6880, MCG 10-17-98, CGCG 292-43, PGC 37358.